# Пурыгин, Леонид Анатольевич
Леонид Анатольевич Пурыгин (25 февраля 1951, Наро-Фоминск, Московская область — 31 мая 1995, Москва) — советский и российский художник, представитель ар-брюта.

## Биография
Родился в 1951 году в Наро-Фоминске, в семье учительницы и директора местной фабрики игрушек. В 14 лет оставил школу, жил случайными заработками. С 1969 занимался в художественной студии при наро-фоминском Доме культуры. Неоднократно пытался поступить в Московское художественное училище имени 1905 года. Попадал в психиатрические лечебницы.
В 1989 году Пурыгин эмигрировал в США. Жил в Нью-Йорке. Сотрудничал с галереей Эдуарда Нахамкина.
Умер 31 мая 1995 года в Москве. Похоронен на Кунцевском кладбище (10 уч.).

### Личная жизнь
Малолетняя дочь художника Евдокия осталась круглой сиротой: незадолго до того её мать, жена Пурыгина Галина, погибла в автокатастрофе. Девочку удочерила семья немецкого журналиста и непрофессионального актёра Норберта Кухинке, который дружил с Леонидом, и его супруги Кати (Катарины) — крёстной матери Дуни.

## Работы находятся в собраниях
- Государственная Третьяковская галерея, Москва.
- Московский музей современного искусства, Москва.
- Музей АРТ4, Москва.
- Музей П. Людвига, Кёльн, Германия.
- Музей Генри Наннена, Эмден, Германия.
- Eduard Nakhamkin Fine Arts Gallery, США.
- Коллекция Юрия Трайсмана, США.
- Boca Museum of Art, Boca Raton, Florida, USA.
- Собрание Игоря Маркина, Москва

## Персональные выставки
- 1982 — Выставка-представление новых членов молодёжного объединения МОСХ в Доме художника на Кузнецком мосту с Юлией Долгоруковой и Ольгой Давыдовой, Москва.
- 1996 — ЦДХ, Москва.
- 2016 — Музей АРТ4, Москва; DiDi Gallery, Санкт-Петербург[4]